# یوکا کاگامی
یوکا کاگامی (به ژاپنی: 鏡優翔،  زادهٔ ۱۴ سپتامبر ۲۰۰۱) یک کشتی‌گیر آزادکار اهل کشور ژاپن است.
از افتخارات وی می‌توان به کسب مدال طلا بازی‌های المپیک ۲۰۲۴ پاریس و قهرمانی کشتی جهان ۲۰۲۳ و مدال برنز قهرمانی کشتی جهان ۲۰۲۲ اشاره کرد.